# Luis Oliva (actor)
Luis Oliva (San Juan, 24 de noviembre de 1951) es un mimo, actor y comediante puertorriqueño.

## Biografía
Comenzó su carrera profesional como actor en 1974, contratado para la obra de teatro puertorriqueña Puerto Rico Fua, del dramaturgo argentino Carlos Ferrari. Un año después, viajó a Francia con una compañía de teatro llamada «Teatro del Sesenta» para participar en los espectáculos europeos de Puerto Rico Fua; este viaje cambiaría su vida. Decidió quedarse en el país europeo para estudiar con Étienne Decroux, quien anteriormente había sido profesor de Marcel Marceau, quien también es considerado por expertos y críticos como uno de los más grandes pantomimes de la historia. Durante esta época desarrolló una gran admiración por Marceau. Durante este período, también estudió danza.
Posteriormente participó en obras de teatro francesas y grabó un especial de mimo para un canal de televisión francés antes de tener la oportunidad de actuar junto a su ídolo Marcel Marceau. En 1983, regresó a su país natal, Puerto Rico, donde interpretó a Juan Bobo, un personaje folclórico puertorriqueño, en una obra de teatro llamada Los titingos de Juan Bobo. Interpretar a Juan Bobo puede haber llevado al siguiente papel destacado de Oliva, ya que Juan Bobo es típicamente caracterizado como un tonto inocente y de buen carácter en el folclore puertorriqueño, compartiendo rasgos similares con «Angelito», el hijo de «Carmelo» de Raúl Dávila en la exitosa comedia televisiva de WAPA-TV de 1988 Carmelo y Punto, un programa que le permitió a Oliva darse a conocer entre los no aficionados al teatro entre el público puertorriqueño y ser entrevistado en revistas como Vea, Teve Guía y otras, lo que le dio una celebridad generalizada en la isla.
Posteriormente encontró trabajo en el programa «María Chuzema» del Canal 6 junto a Tere Marichal.
Enseñó mimo a estudiantes en una escuela del gobierno local en Bayamón, Puerto Rico. Luego se mudó al estado de Indiana, Estados Unidos, donde compró un teatro llamado Theater at the Fort, donde él y su esposa actuaron en El viejo y el mar de Ernest Hemingway.

## Influencias
Además de Marceau, también incluye a Gaby, Fofo y Miliki, Diplo, la primera maestra de teatro de Oliva, Gilda Navarro, y el payaso puertorriqueño Pedro Santos («Payaso Pirulí») entre sus influencias.